# Pouzilhac
Pouzilhac – miejscowość i gmina we Francji, w regionie Oksytania, w departamencie Gard.
Według danych na rok 1990 gminę zamieszkiwały 373 osoby, a gęstość zaludnienia wynosiła 23 osoby/km² (wśród 1545 gmin Langwedocji-Roussillon Pouzilhac plasuje się na 581. miejscu pod względem liczby ludności, natomiast pod względem powierzchni na miejscu 493.).